# ヴェノム (GUILTY GEAR)
ヴェノム (VENOM) は、2D対戦格闘ゲーム「GUILTY GEARシリーズ」に登場する架空の人物。担当声優は八重田幹雄（GGX～JUDGMENT）、諏訪部順一（ΛC～Xrd）。

## 設定
- ザトー＝ONEの忠臣であり、アサシン組織の現リーダー。イギリス出身。チェスと読書が趣味の文系的思考の持ち主。美形であるが顔面をほぼ完全に隠すほど前髪がきわめて長く、その前髪には目の模様が描かれている。
- ゲーム中では本来は遊び道具であるビリヤードのキューとボールを武器にしているが、この他にも武器にならない様な物ですら武器にする。
- 「優しき暗殺者」の通り名が示すように生命をむやみに奪う事を嫌う優しい一面も持つが、主君の為ならどんな苦渋でも飲む断固とした決意も備える。第1級殺人の罪状があり、アサシン関係者として指名手配されている。
- ザトー個人に忠義を尽くしているが、その忠誠心は妄執に等しい。自らの命を省みない危険な忠誠心は既に歯止めが効かず、今にも砕けそうな自分をザトーへの一念で支えている。その為、スレイヤーには「自分を見失っている」と指摘され、ミリアには「ザトーに固執しすぎ」と忠告される。
- 組織の敵対者を追跡する一方で、組織員の補充にも手を回す。中でも卓越した医術の腕を持つファウストに目をつけており執拗に勧誘している[1]。
- rev2のアフターストーリーでは、ロボカイの失ったボディを直す為に便利屋を経営、その覚悟を再確認した後、元部下にザトー＝ONEから商店街の経営権利書を渡され、ロボカイと共に小さなパン屋の経営を始めた。[2]

## ストーリー
アサシン組織に拾われたその孤児は「ヴェノム」と名付けられ、あらゆる道具を使った暗殺術を習得する。だが本能的に殺生を嫌う故に、優秀な能力を持ち合わせていながらそれを発揮する事なく生涯を終えようとしていた。しかし組織の新リーダーとして姿を現したザトー=ONEにより、その高い戦闘素質と存在価値を認められた事が、ヴェノムの人生を大きく変えた。これまで生きる目標を何一つ見出せずにいたヴェノムは初めて生き甲斐を覚え、これからの彼の行動は全てザトーの為に尽くされる。
GUILTY GEAR X
前大会において突如消息を絶ったザトー。その身を案じていたヴェノムは、僅かな目撃情報を掻き集め魔の森へと向かう。しかし、そこで見た物は既に死体となった主人の哀れな姿とそれを冒涜する化け物の姿だった。
GUILTY GEAR XX
ザトーが死亡した事で組織の上層部が権力争いに走り、組織は刻々と崩壊しつつあった。その惨状を見るに見かねた創設者のスレイヤーは組織の解体に動き始める。亡きザトーの為に組織を存続させようと考えたヴェノムは、これに反発。自らが先頭に立ち、事態を急速に収拾させた。こうしてアサシン組織に新たなリーダーが誕生するのであった。首領がザトーからヴェノムに代わった事で組織の構造は大きく変容し、世界経済に多大な影響を及ばせるシンジケート的な組織になってゆくという。
GUILTY GEAR Xrd -SIGN-
ある日、元老院からの依頼により報酬として死亡したザトーの蘇生を耳にする。ヴェノムは懐疑的な反応を見せつつ真相を確かめるためあえて承諾し、同時にザトーを裏切ったことに許せずにいた元メンバーのミリアにも協力を依頼する。

## ゲーム中の性能
「ボール生成」を利用した起き攻めや固めが強い。うまく生成→弾くを繰り返せば画面内をボールで埋め尽くすことが出来、その様相は相手に弾避けを強いることから「シューティング」と呼ばれる。
必殺技も多段ヒットするものを豊富に持ち、固めや削りに優れている。しかし連続技のダメージは低く、切り返しも弱いため守勢に回ると辛い。
ボールを利用した攻めのパターンが豊富な分、覚えることが多いためテクニカルなキャラクターに分類される。
GOLDモードでは、レッドヘイルのボール性能が強化されている。

## 技の解説

### 必殺技
スティンガーエイム [GGX~] (FRC)
ボールを真横へ弾く飛び道具。S版とHS版で速度が異なる。キューを構えている最中に攻撃ボタンを押し続ける事でボールの性能を強化できる。『ΛC』からはPで溜めキャンセルできるようになった。
カーカスライド [GGX~]
ボールを垂直に弾き、縦方向にバウンドさせる飛び道具。S版では45度方向に、HS版では更に鋭角になる。
『ΛC』からは溜める事が出来、Pでキャンセルが可能となった。名前の由来はグラインドコアバンド、カーカスから。
ダブルヘッドモービット [GGX~]
突進しつつ回転させたキューをぶつける技。SとHS版の2種類があり、HS版はS版よりも移動距離が長い。
瞬間移動 [GGX~]
最初に生成したボールの真上に移動する。ボールが生成されていない場合は、その場の斜め上へ移動する。
マッドストラグル [GGX~]
空中からキューを突きつつ下降する技。SとHS版の2種類あり、HS版は地上に降りてから更にムーンサルトを出す。
ボール生成 (空中可)
気を練ってボールを生成する。編み出したボールは一定時間で消滅し、最大5つまで生成できる。
ボールは攻撃判定を持つ殆どの攻撃で弾く事が出来、それに応じて弾速や軌道が変化する飛び道具として利用できる。
以前に生成したボールは新たに生成されたボールに従い、その度に陣形を組み移動する。
「＃RELOAD』まではP,K,S,HSの4タイプのみであったが、『SLASH』からはDボタンにも対応した。
さらに、一度弾かれたボール同士にも衝突判定が与えられ、軌道が変化するようになった。
『ΛC』でボールの陣形が一新され、また一度弾かれたボールを再度弾きなおすことが可能となった。
デュービスカーブ [XX~] (FRC)
攻撃しながらボールを生成する。『SLASH』からはヒットさせることで、3ヒットするボールを生成することができるようになる。
オブジェクトボール [EX]
スティンガーエイムを3段階まで強化する。強化の段階はテンションゲージ上部に表示されるボールの数で確認可能。
バンキングジャック [EX] (空中可)
その場でムーンサルトする。
QV [GGXrd~]
読み方は「キューファイブ」。ボール生成と同じくボールを設置するが、こちらは出せるのが地上のみでボタンを押し続けることで溜めることが可能といった違いがある。
溜め時間が長いほどボールが大きくなり攻撃で弾いた際のヒット数が上がる。また、溜め中は一部の飛び道具を相殺でき、溜めて出したボールはボール生成版よりも設置～消滅までの時間が長くなる。

### フォースブレイク
フォースブレイク技は通常の必殺技と比べると威力が増して、発動時間が短縮されている。
スティンガーエイム
カーカスライド
ダブルヘッドモービット
マッドストラグル

### 覚醒必殺技
ダークエンジェル [GGX~]
ゆっくりしたスピードで進む巨大な気弾を練り、相手にぶつける技。主に相手の起き上がりに重ね、相手の体力・テンションゲージを削る目的に使用される。画面端まで到達するか28ヒットすると消滅する。名前の由来はスラッシュメタルバンド、ダーク・エンジェルから。
レッドヘイル [GGX~] (空中専用)
空中からカーカスライドを連発する技。
レッドヘイル [GGXX~] [EX](地上専用)
カーカスライドを連発する技。
タクティックアーチ [EX]
電撃を帯びたボールを同時に5つ生成する。発動時のボタン入力によりボールの配置パターンが異なる。
ヴェノムロケット13号 [GGXAE][EX]
ヴェノムそっくりのロボットが4体射出され、相手に向かって突撃する。
若干のホーミング性能を持つ。
ビショップランアウト [GGXrd~]
複数回弾くことが可能なボールを生成する。事前にボールが設置してあった場合は生成時にボールを吸収する、生成時に吸収したボールの数によって生成後に弾ける回数が増加する。また、この技で生成したボールは弾いて画面端に到達しても消えずに跳ね返ってくる特性も持つ。

### 一撃必殺技
デイムボゥガー [GGX~]
相手をボールに変化させ、ショットを9連続叩き込む。
名前の由来はブラックメタルバンド、ディム・ボガーから。
ギガマキナシステム　[GGXrd~]
スティンガーエイムのショットモーションで攻撃し、ヒットすると演出へ移行。相手をボールに変化させ他のボールと共にナインボール状にテーブルへ配置、ブレイクショット後テーブル中央に出現した怪物の口の中へ相手を葬り去る。

## テーマミュージック
- A Solitude That Asks Nothing In Return（GGX～GGXXΛC）
- Existence（GGXX～GGXXΛC/対アサシンメンバー時）
- Call Shot（Xrd）

## ステージ
- NIRVANA（X～SLASH）
- HELL（ΛC～）
- PARIS：オペラ座（ISUKAのみ）
- Opera House[5]（Xrd）

## その他
- 石渡太輔は「ザトーの正当性を強調するためのキャラ」と位置づけている。最初はチェロなど、他の楽器あるいは道具も武器の候補になっていたが、開発中に石渡が通っていたビリヤードの店で着想を得、ビリヤードが採用された。
- シリアスなストーリーとネタ要素のギャップが激しく、公式では「テレビから1m以上離れて見るように」と謎のセリフを残している。このセリフはテスタメント役の小林克彰が『GGX ドラマCD Vol.2』のキャストメッセージに寄せた物だが、どういうわけかXX以降のヴェノムのシステムボイスとして定着している。
- 企画当初は舞を武器にするキャラクターであったが、その設定は日本人である闇慈へと引き継がれた。

## 参考資料
- 「ギルティギアゼクス ドラフティングアートワークス」 エンターブレイン、2001年 ISBN 978-4757703018
- 「ギルティギア 10th メモリアルブック」 エンターブレイン、2009年 99~102ページ ISBN 978-4-7577-4801-9